# کمرکلی شکم‌بلوطی
کمرکلی شکم‌بلوطی (نام علمی: Sitta cinnamoventris) از تیرهٔ کمرکلیان (Sittidae) است.
این گونه در شبه قاره هند در کشورهای هند، تبت بنگلادش، بوتان و نپال یافت می‌شود.
در جنگل‌های نیمه‌گرمسیری یا گرمسیری، که جنگل‌های خشک یا نمناک هستند، و در جنگل‌های کوهستانی و جلگه‌ای یافت می‌شود.